# Bataille de Kraaipan
Seconde guerre des Boers
Batailles
Raid Jameson (décembre 1895 - janvier 1896)
- Doornkop

Front ouest (octobre 1899 - juin 1900)
- Kraaipan
- Belmont
- Graspan
- Modder River
- Stormberg
- Magersfontein
- Kimberley
- Paardeberg
- Poplar Grove
- Driefontein
- Sand River
- Mafeking
- Doornkop
- Biddulphsberg
- Lindley
- Diamond Hill

Front est (octobre 1899 - août 1900)
- Talana Hill
- Elandslaagte
- Rietfontein
- Bataille de Ladysmith
- Colenso
- Spion Kop
- Vaal Krantz
- Siège de Ladysmith
- Libération de Ladysmith
- Bergendal

Raids et guérillas (mars 1900 - mai 1902)
- Sanna's Post
- Mostertshoek
- Jammerbergdrift
- Roodewal
- Bothaville
- Leliefontein
- Nooitgedacht
- Vlakfontein
- Groenkloof
- Elands River
- Bloedrivier Poort
- Bakenlaagte
- Groenkop
- Tweebosch
- Rooiwal

La bataille de Kraaipan (afrikaans : Slag van Kraaipan) est la première confrontation intervenue de la seconde guerre des Boers du 12 au 13 octobre 1899 à Kraaipan (en).

## Déroulement
Le 12 octobre 1899, le Président Paul Kruger de la République d'Afrique du Sud, alliée à l'État libre d'Orange, déclara la guerre à l'Empire britannique. Durant la nuit, 800 hommes des kommandos de Potchefstroom et Lichtenburg sous les ordres du général Koos de la Rey (un des généraux de campagne du général Piet Cronjé) attaquèrent et capturèrent une garnison britannique à l'arrêt de chemin de fer de Kraaipan, entre Vryburg et Mafeking, à environ 60 km au sud-ouest de Mafeking. Ainsi commença la seconde guerre des Boers. Sous les ordres de Cronjé, le chemin de fer de Mafeking et le télégraphe furent coupés. 
Le train blindé "Mosquito", emportant deux canons de 7 livres, des munitions et des approvisionnements divers fut déraillé et les Britanniques se rendirent après 24 heures de combat. Tout le matériel fut saisi et les hommes faits prisonniers. Les troupes boers découvrirent des munitions Mark IV "dumdum" dans le train.
Cet incident rendit directement De la Rey célèbre, mais accentua ses conflits avec le sévère et sans imagination Cronjé, qui l'envoya bloquer l'avance britannique en route pour lever le siège de Kimberley au nord-est de la Colonie du Cap.

## Source
- (en) Sir Arthur Conan Doyle, A History of The Great War (Chapter 26 - Diamond Hill : Rundle's Operations), George H. Doran company, 1917 (lire en ligne) -
- (en) Rayne Kruger, Goodbye Dolly Grey : Story of the Boer War, Londres, New English Library, 1964, 539 p. (ISBN 978-0-7126-6285-7)
- (en) Thomas Pakenham, The Boer War, London, Cardinal, coll. « Cardinal book », 1991, 659 p. (ISBN 978-0-747-40976-2)